# Lycopodiella glaucescens
Lycopodiella glaucescens là một loài thực vật có mạch trong Họ Thạch tùng. Loài này được (C. Presl) B. Øllg. mô tả khoa học đầu tiên năm 1987.